# Thomas Cartwright (homme politique)
Thomas Cartwright (1671-1748) est un homme politique anglais, député du parti conservateur du Northamptonshire entre 1695-1698 et 1701-1748, avant de devenir le père de la Chambre.

## Biographie
Thomas Cartwright est le fils de William Cartwright, d’Aynho dans le Northamptonshire et de Bloxham dans l’Oxfordshire, et de son épouse Ursula Fairfax, fille de Ferdinando Fairfax. Sa sœur Rhoda épouse Lord Henry Cavendish. Il est admis au St Catherine's College de Cambridge en 1687, sous la tutelle de Samuel Bradford, et participe à la Glorieuse Révolution ,,,.
Il succède à son père et à son grand-père en 1676 et est haut-shérif de Northamptonshire en 1693 et haut-shérif d'Oxfordshire en 1699 

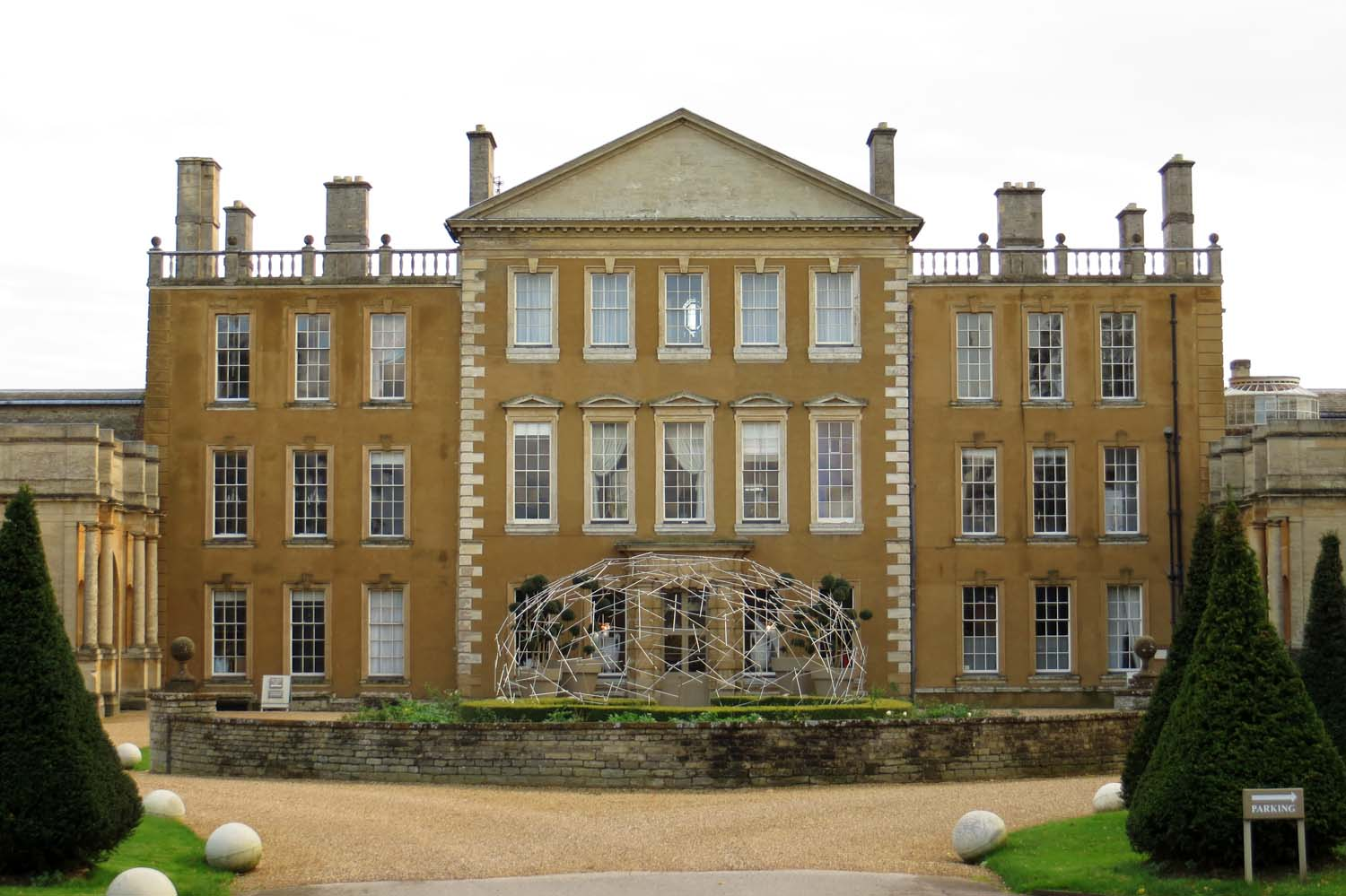
Aynhoe Park House

Il entre au parlement pour le Northamptonshire après des élections coûteuses en 1695. Charles Spencer (3e comte de Sunderland) est un potentiel candidat Whig, mais heureusement son père, Robert Spencer (2e comte de Sunderland) hésite sur la dépense requise. Il est ensuite battu en 1698, mais aux élections suivantes de 1701, il accepte un pacte avec Sir Justinian Isham (4e baronnet) qu'il a précédemment refusé et devient député pendant les 40 années suivantes .
De 1707 à 1711, il fait réaménager Aynhoe Park. Le travail est attribué à Thomas Archer, pour des raisons de style .
Il est élu membre de la Royal Society en 1716 . En 1723-1725, Edward Wing reconstruit l'église paroissiale d'Aynho, à l'exception de la tour  et est également un donateur de l'église Fenny Stratford, et est commémoré sur le plafond .
Il meurt le 10 mars 1748 à l'âge de 77 ans et est enterré à Aynho.

### Famille

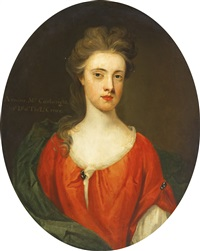
Armine Crew, atelier de Godfrey Kneller.

En 1699, Thomas Cartwright épouse Armine Crew, fille de Thomas Crew (2e baron Crew). Ils ont deux fils et trois filles . William Cartwright (décédé en 1768), le député du Northamptionshire est leur fils aîné  et William Ralph Cartwright un arrière-petit-fils .